# Hypomecis lineataria
Hypomecis lineataria là một loài bướm đêm trong họ Geometridae.